# A Magyar Filozófiai Társaság Könyvtára
A Magyar Filozófiai Társaság Könyvtára egy 20. század első felében megjelent magyar nyelvű filozófiai könyvsorozat volt. Az egyes kötetek a Franklin-Társulat Magyar Irod. Intézet és Könyvnyomda gondozásában Budapesten jelentek meg, és a következők voltak:
- 1. Leibniz halálának kétszázadik évfordulója alkalmából. Alexander Bernát, Dénes Lajos, Dienes Pál stb. dolgozatai, 1917, 315 l.
- 2. Szilasi Vilmos: A tudati rendszerezés elméletéről bevezetés, 1919, 38 l.
- 3. Bognár Cecil: Okság és törvényszerűség a fizikában, 1919, 221 l.
- 4. Aristoteles: Politika, 1923
- 5. Ottlik László: A társadalomtudomány filozófiája, 1926
- 6. Pauler Ákos emlékkönyv, 1934
- 7. Pauler Ákos: Tanulmányok az ideológia köréből, 1938
- 8. A filozófia nagy rendszerei. A Magyar Filozófiai Társaság vitaülései az 1940/41-es évadban, 1942
- 9. A mai filozófia. Áttekintés a filozófia eredményein a Magyar Filozófiai Társaságban 1941 szeptemberétől 1943 májusáig rendezett viták alapján, 1944.